# JaKarr Sampson
JaKarr Jordan Sampson (nascido em 20 de março de 1993) é um jogador de basquete profissional americano que joga no Indiana Pacers da National Basketball Association (NBA).
Ele jogou basquete universitário na Universidade de St. John e não foi selecionado no Draft da NBA de 2014.
Ele começou sua carreira no Philadelphia 76ers e depois passou por Denver Nuggets, Sacramento Kings e Chicago Bulls da NBA. Ele também jogou por Delaware 87ers, Iowa Energy, Reno Bighorns, Windy City Bulls e Fort Wayne Pistons da G-League.

## Carreira no ensino médio
Sampson estudou na St. Vincent–St. Mary High School em Akron, Ohio, de 2007 a 2010, antes de se transferir para a Academia Brewster em agosto de 2010 para o seu último ano.
Em novembro de 2010, ele assinou uma Carta de Intenção Nacional para jogar basquete universitário na St. John's University.
Em seu última ano, na temporada de 2010-11, Sampson obteve uma média de 15,0 pontos, 7,0 rebotes e 3,0 bloqueios, levando Brewster a um recorde de 31-3. Ele passou a ser nomeado para o Primeira-Equipe da All-NEPSAC.
Após a temporada, Sampson estava programado para ingressar em St. John em 2011-12 para sua temporada de calouros, mas não conseguiu se qualificar academicamente e não estava qualificado para cursar a faculdade. Sampson posteriormente retornou à Academia Brewster por mais uma temporada e levou Brewster a final do Campeonato Nacional. Nessa última temporada, ele obteve uma média de 18,5 pontos e 11,0 rebotes por jogo, tendo sido nomeado o Jogador do Ano da NEPSAC AAA e o MVP do Campeonato Nacional.
Em março de 2012, Sampson ingressou no St. John's.

## Carreira na faculdade
Em sua temporada de calouros no St. John's, Sampson foi nomeado o Novato do Ano da Big East em 2013 e também foi nomeado para a Equipe de Novatos do Big East. Em 33 jogos, ele obteve média de 14,9 pontos, 6,6 rebotes, 1,1 assistências, 1,1 roubadas de bola e 1,1 bloqueios em 31,5 minutos.
Em sua segunda temporada, ele registrou 424 pontos e 202 rebotes, completando sua carreira na universidade com um total de 915 pontos e 420 rebotes. Em 33 jogos, ele teve uma média de 12,8 pontos, 6,1 rebotes, 1,2 assistências e 1,0 bloqueios em 29,0 minutos.
Em 24 de março de 2014, Sampson anunciou suas intenções de participar do Draft da NBA de 2014 e renunciar aos dois últimos anos de elegibilidade na universidade.

## Carreira profissional

### Philadelphia 76ers (2014–2016)
Depois de não ter sido selecionado no Draft da NBA de 2014, Sampson se juntou ao Philadelphia 76ers para a NBA Summer League de 2014.
Em 29 de setembro de 2014, ele assinou com os 76ers. Em 21 de novembro de 2014, ele foi designado para o Delaware 87ers, afiliado dos 76ers na D-League.
Em 18 de fevereiro de 2016, ele foi dispensado pela equipe.

### Denver Nuggets (2016)
Em 22 de fevereiro de 2016, Sampson assinou com o Denver Nuggets.
No dia seguinte, ele estreou na equipe em uma derrota para o Sacramento Kings por 114-110, registrando um rebote e um roubo de bola em 14 minutos.
Em 15 de outubro de 2016, ele foi dispensado pelos Nuggets.

### Iowa Energy (2016-2017)
Em 21 de outubro de 2016, Sampson assinou com o Memphis Grizzlies, mas foi dispensado no dia seguinte.
Sete dias depois, ele foi adquirido pelo Iowa Energy da NBA Development League como jogador afiliado dos Grizzlies. Em 6 de fevereiro de 2017, ele foi nomeado para a equipe All-Star da Conferência Oeste no All-Star Game da NBA D-League.

### Sacramento Kings (2017–2018)
Em 29 de julho de 2017, Sampson assinou um contrato de mão dupla pelo Sacramento Kings da NBA. Sob os termos do acordo, para a temporada de 2017-18, ele teve um contrato de um ano dividindo o tempo entre os Kings e sua afiliada da G-League, o Reno Bighorns.
Em 6 de dezembro de 2017, Sampson conseguiu 16 rebotes em uma derrota para o Cleveland Cavaliers.
Ele jogou em 35 jogos com os Bighorns e teve médias de 17,9 pontos, 7,1 rebotes e 1,06 roubadas de bola.

### Windy City Bulls (2018)
Em 24 de setembro de 2018, Sampson assinou contrato com o Chicago Bulls para o campo de treinamento. Ele foi dispensado pelos Bulls em 12 de outubro de 2018.
Em 20 de outubro de 2018, o Windy City Bulls anunciou uma troca que envolvia Sampson Johnson e o número 38 na escolha geral do Draft da G-League de 2018, Mike Amius, do Iowa Wolves pelos direitos de Jarell Eddie e Jaylen Johnson, e mais tarde em 9 de novembro de 2018, o Windy City Bulls adquiriu a Sampson.

### Shandong Golden Stars (2018-2019)
Em 19 de dezembro de 2018, o Shandong Golden Stars, da Associação Chinesa de Basquete (CBA), assinou com Sampson para substituir o lesionado Donatas Motiejūnas.

### Segunda passagem pelo Windy City Bulls (2019)
Em 29 de janeiro de 2019, o Windy City Bulls readquiriu Sampson.

### Chicago Bulls (2019)
Em 31 de março de 2019, o Chicago Bulls anunciou que assinou com Sampson em um contrato de 10 dias. Em quatro jogos com os Bulls, Sampson obteve média de 20,0 pontos e 8,0 rebotes.

### Shandong Heroes (2019)
Em 4 de julho de 2019, Sampson assinou com o Shandong Heroes da Chinese Basketball Association (CBA).

### Indiana Pacers (2019–Presente)
Em 2 de agosto de 2019, Sampson assinou um contrato de 1 ano com o Indiana Pacers. Em 29 de novembro de 2020, ele assinou novamente com os Pacers.

## Estatísticas de carreira

### NBA

#### Temporada regular
| Ano      | Equipe       | PJ  | PT | MPJ  | AP   | 3P   | LL   | RT  | AS  | BR  | TO  | PPJ  |
| -------- | ------------ | --- | -- | ---- | ---- | ---- | ---- | --- | --- | --- | --- | ---- |
| 2014–15  | Philadelphia | 74  | 32 | 15.3 | .422 | .244 | .670 | 2.2 | 1.0 | .5  | .4  | 5.2  |
| 2015–16  | Philadelphia | 47  | 18 | 14.7 | .426 | .176 | .639 | 2.7 | .6  | .2  | .3  | 5.1  |
| 2015–16  | Denver       | 26  | 22 | 18.0 | .470 | .276 | .720 | 2.3 | .6  | .5  | .7  | 5.2  |
| 2017–18  | Sacramento   | 22  | 6  | 15.6 | .543 | .500 | .625 | 3.5 | .4  | .4  | 1.0 | 4.7  |
| 2018–19  | Chicago      | 4   | 0  | 31.8 | .537 | .357 | .810 | 8.0 | 1.0 | 1.0 | .8  | 20.0 |
| 2019–20  | Indiana      | 34  | 12 | 13.9 | .591 | .154 | .667 | 2.6 | .6  | .5  | .4  | 4.6  |
| Carreira | Carreira     | 207 | 90 | 18.2 | .498 | .284 | .688 | 3.5 | .7  | .5  | .6  | 7.4  |

### G-League
| Ano      | Time     | PJ  | MPJ  | AP   | 3P   | LL    | RT   | AS  | BR  | TO  | PPJ  |
| -------- | -------- | --- | ---- | ---- | ---- | ----- | ---- | --- | --- | --- | ---- |
| 2014-15  | DEL      | 2   | 31.5 | .367 | .250 | .667  | 4.5  | 1.5 | 1.0 | 1.0 | 15.0 |
| 2016-17  | IOW      | 47  | 25.7 | .488 | .284 | .688  | 5.9  | 1.3 | 0.9 | 0.8 | 15.1 |
| 2017-18  | REN      | 35  | 28.7 | .511 | .295 | .770  | 7.1  | 0.9 | 1.1 | 0.9 | 17.9 |
| 2018-19  | WCB      | 24  | 30.2 | .540 | .299 | .767  | 9.1  | 2.0 | 0.7 | 1.1 | 21.1 |
| 2019-20  | FOR      | 1   | 29.0 | .556 | .000 | 1.000 | 11.0 | 2.0 | 0.0 | 3.0 | 24.0 |
| Carreira | Carreira | 109 | 29.0 | .492 | .225 | .778  | 7.5  | 1.5 | 0.7 | 1.3 | 18.6 |

### Universidade
| Ano      | Equipe     | PJ | PT | MPJ  | AP   | 3P   | LL   | RT  | AS  | BR  | TO  | PPJ  |
| -------- | ---------- | -- | -- | ---- | ---- | ---- | ---- | --- | --- | --- | --- | ---- |
| 2012–13  | St. John's | 33 | 33 | 31.5 | .449 | .000 | .640 | 6.6 | 1.1 | 1.1 | 1.1 | 14.9 |
| 2013–14  | St. John's | 33 | 32 | 29.0 | .495 | .200 | .565 | 6.1 | 1.2 | 0.6 | 1.0 | 12.8 |
| Carreira | Carreira   | 66 | 65 | 30.2 | .472 | .100 | .602 | 6.5 | 1.1 | .8  | 1.0 | 13.8 |

Fonte:

## Vida pessoal
Sampson é filho de Dawnette Epps e Darrel Sampson, e tem dois irmãos, DJ e Justin. Durante sua carreira na faculdade, o nativo de Akron foi apelidado de Bob Esponja Sampson.